# Cybergoth

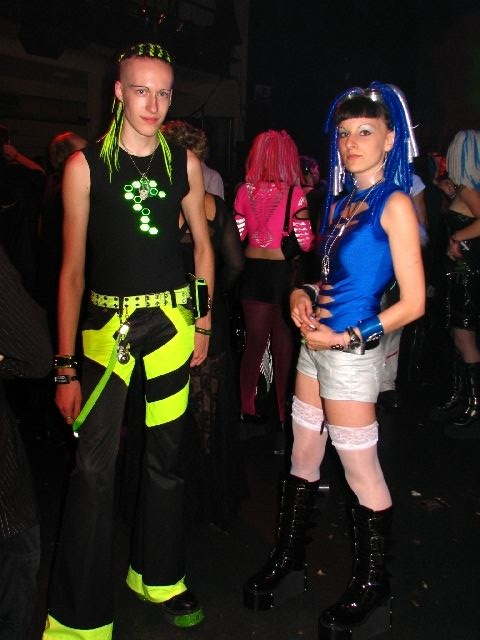
Cibergóticos

Cybergoth ou cibergótico, é uma subcultura com elementos derivados do cyberpunk, gótico, raver e rivethead. Ao contrário dos góticos tradicionais, os cybergoths são centrados na música eletrônica, com mais frequência do que no rock. 

## História
Embora o termo "cybergoth" fosse dado em 1988 no Reino Unido, pela Games Workshop, em seu RPG Dark Future, o estilo da moda não surgiria até uma década mais tarde. Valerie Steele cita Julia Borden, que define como cybergoth a combinação de elementos de estética industrial com um estilo associado as "Gravers" (ravers góticas).  O visual "graver" mistura o raver britânico e o ClubKid novaiorquino com um visual mais gótico e excêntrico. Essa fusão de estilos começou em 1999. Inclusive considera-se o arquétipo do cybergoth a Club Kid original de Los Angeles Rocky Raccoon, que em meados da década de 1990 já exibia os dreadlocks coloridos e roupas similares a do estilo. Borden lembra, que inicialmente, os extensores de cabelo e meias-calças brilhantes não combinavam bem com a moda gótica, mas que, até 2002, "os elementos de vestir raveforam substituídos por acessórios de influência industriais, tais como goggles (óculos tipo aviador), vestuário refletivo, e roupas em sua maioria pretas". Steele resume:
| “ | Hoje os cybergoths tendem a usar roupas principalmente pretas com toques de cores neon, bem como roupas feitas de materiais refletores e PVC, e botas de plataforma enormes. As extensões de cabelo ou falls muitas vezes incorporam uma cor brilhante e vários piercings são típicos. Goggles são muitas vezes usados. Alguns cybergoths também usam máscaras de gás ou (no que parece ser uma espécie de fetiche hospitalar) máscaras de PVC brilhante. | ” |

Nancy Kilpatrick aponta que o visual de David Bowie na década de 1970 é a inspiração inicial para o estilo, e que Metropolis de Fritz Lang  proveu o protótipo para a estética cibernética. Kilpatrick também observa um elo para a ficção científica cyberpunk, particularmente Neuromancer de William Gibson.

## Visual
O visual CyberGoth é influenciado por filmes de ficção científica ou pós-apocalípticos. Androginia é comum.
O estilo mistura roupas pretas com cores brilhantes. Néon verde, vermelho, azul, cromo ou rosa.
Materiais como borracha e PVC podem ser misturadas e combinadas em um esforço para criar uma aparência mais artificial.
Maquiagem com padrões cibernéticos, placas de circuitos LED, e óculos tipo aviador, normalmente usado na testa ou ao redor do pescoço.
Cabelos coloridos, às vezes com Dread Falls sintéticos, "CyberLox" (feito com um material conhecido como "Tubular Crin" e fiações elétricas) e "FoamFalls" (feitos com material EVA). 
Calças pretas apertadas ou estilo militar, Phat Pants com fivelas, coletes, camisas rasgadas, Corsets em látex, máscaras de gás, polainas felpudas e botas plataforma.

## Música
Geralmente música eletrônica, com batidas ácidas, sintetizadores e letras agressivas. Gêneros como EBM, Synthpop, Futurepop, Industrial, Dark electro e Darkwave.
Bandas como Aesthetic Perfection, Noisuf-X, Prind of Mind, Fabrik C, Hocico, Angelspit, Ayria, Combichrist, DJ Sisen, Extize, God Module, Grendel, Neuroticfish, [], Suicide Commando, Wumpscut, Amduscia, Blutengel, Colony 5, Xotox e Black Heaven.